# American Motor Company (New York)
American Motor Company war ein US-amerikanischer Hersteller von Automobilen aus dem Bundesstaat New York.

## Unternehmensgeschichte
Das Unternehmen wurde 1895 als Motorenhersteller gegründet. Der Sitz war in New York City. 1896 begann die Entwicklung und etwa 1897 die Produktion von Automobilen. Im Frühling 1898 wurde verkündet, dass bereits über 100 Fahrzeuge entstanden seien. Der Markenname lautete American. 1898 endete die Fahrzeugproduktion. Motoren entstanden noch bis etwa 1902.
Es gab keine Verbindung zur gleichnamigen American Motor Company aus Massachusetts.

## Produkte
Die ersten Motoren ähnelten den Einzylindermotoren von De Dion-Bouton.
1898 wurde die Produktion von 100 Motordreirädern und drei Quadricycles verkündet. Die tatsächlich produzierte Menge war geringer.
Von 1899 bis 1902 entstanden die Motoren für die Automobile Company of America, die ihre Fahrzeuge zunächst American Voiturette und später Gasmobile nannte.